# Gasterapophus
Genre
Gasterapophus est un genre d'opilions laniatores de la famille des Epedanidae.

## Distribution
Les espèces de ce genre sont endémiques de Hainan en Chine.

## Liste des espèces
Selon World Catalogue of Opiliones (01/07/2021) :
- Gasterapophus binatus Zhang, Lian & Zhang, 2015
- Gasterapophus singulus Zhang, Lian & Zhang, 2015

## Publication originale
- Zhang, Lian & Zhang, 2015 : « Gasterapophus (Opiliones: Laniatores: Epedanidae), a new genus from Hainan Island, South China Sea. » Raffles Bulletin of Zoology, vol. 63, p. 97–109 (texte intégral).